# Arctosa brauni
Arctosa brauni är en spindelart som först beskrevs av Embrik Strand 1916.  Arctosa brauni ingår i släktet Arctosa och familjen vargspindlar. Inga underarter finns listade i Catalogue of Life.